# 베릴륨
베릴륨(영어: Beryllium 버릴리엄[*], 문화어: 베릴리움←독일어: Beryllium 베릴리움[*])은 알칼리 토금속에 속하는 화학 원소로 기호는 Be(←라틴어: beryllium 베릴리움[*])이고 원자 번호는 4이다. 실온에서 가볍고 단단하며 부서지기 쉬운 은회색의 금속으로 존재한다. 2가 양이온이 되려는 경향이 있고 자연에서는 순수한 형태로 발견되지 않으며, 주로 녹주석, 금록석 등에서 산출된다. 우주에서는 항성 핵합성에 의해 생성된 베릴륨의 수명이 짧으므로 그 존재 비율이 매우 작다.
베릴륨은 알루미늄, 구리, 철, 니켈 등의 금속과 혼합하여 합금을 만들면 여러 가지 물리적 성질이 향상되는 효과를 볼 수 있다. 또한, 비중이 1.85로 가볍고 단단한데다가 열 전도율이 높아 미사일, 우주선, 인공위성 등 항공우주 분야와 전기·전자, 원자력, 합금 등에 사용된다. 그러나 독성이 있어 베릴륨에 노출되면 베릴륨증 (berylloids) 과 같은 증상이 나타날 수 있으므로 취급할 때 주의가 필요하다.

## 특성

### 화학적 특성
베릴륨 화합물은 2족 원소의 화합물이 보통 이온 결합 물질인 것과는 다르게 공유 결합 물질로 간주된다. 이는 다른 알칼리 토금속에 비해 원자 반지름의 크기가 작은 것에 기인하며, 같은 이유로 2족 원소의 산화물은 보통 염기성을 띠는 반면, 베릴륨 화합물은 양쪽성 물질로 작용하는 경우가 많다. 이러한 성질은 같은 2족 원소들보다 13족 원소인 알루미늄에 더 가까우며, 이는 베릴륨과 알루미늄에서 전하량과 원자 반지름의 비율이 비슷하기 때문이다. 공기 중에서 반응할 경우, 표면에 산화 피막이 형성되어 1000 °C 이상으로 가열될 때까지 반응하지 않으며, 발화하면 밝은 빛을 내면서 질화 베릴륨(Be3N2)과 산화 베릴륨이 생성된다. 산화 베릴륨은 내화성이 있는 흰색 고체로 열 전도율이 뛰어난 절연체이며, 산화물로서는 특이하게 양쪽성 물질이다. 수산화 베릴륨(Be(OH)2) 또한 양쪽성 물질로, 보통 베릴륨 염을 생성할 때는 이 물질과 산을 반응시켜 얻는다. 또, 베릴륨은 고온에서 할로젠, 수소, 탄소 등과 반응하여 각각 할로젠화 베릴륨, 수소화 베릴륨, 탄화 베릴륨을 형성한다. 이 중 탄화 베릴륨(Be2C)은 적색의 내화성이 있는 고체로 물과 반응하여 메테인을 생성한다. 황, 셀레늄, 텔루륨 등 산소족 원소와는 1:1 비율로 결합하여 화합물을 형성할 수 있으며, 그 결정 구조는 모두 등축정계이다. 그 밖에 인화물과 여러 가지 붕화물(Be5B, Be4B, Be2B, BeB2, BeB6, BeB12)이 알려져 있다. 또, 염산이나 묽은 황산에는 쉽게 녹지만 저온의 진한 질산이나 물에서는 표면에 산화 피막이 형성되므로 잘 반응하지 않으며, 알칼리성 용액에서는 Be(OH)42- 이온을 형성하고 수소 기체를 발생시키며 녹는다. 양쪽성 물질로 작용하는 산화 베릴륨도 알칼리성 수용액에 녹아 같은 이온을 형성한다.
BeO + 2OH- + H2O → Be(OH)42-
베릴륨은 원자가 전자가 2개이며, 주로 +2의 산화수를 가진다. 따라서 주로 2개의 공유 결합을 형성하여 화학 반응에 참여한다. 옥텟 규칙에 따르면 원자들은 원자가 전자 8개를 채워 비활성 기체와 같이 안정한 상태로 되려는 경향이 있으나, 베릴륨은 배위 결합 화합물에서 배위수가 4가 되려는 경향이 있는데, 이는 2개의 공유 결합이 8개의 전자 중 절반을 채우기 때문이다. 이렇게 배위수가 4가 되려는 성질 때문에 플루오린화 베릴륨이나 염화 베릴륨과 같은 베릴륨 화합물은 고분자의 형태를 가질 수 있다. 또, 베릴륨은 유기 배위 화합물도 형성할 수 있고, 알킬기와 같은 작용기의 탄소 원자와 직접 결합할 수 있다.

### 물리적 특성

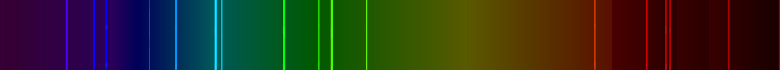
베릴륨의 방출 스펙트럼

베릴륨은 실온에서 은회색의 단단한 금속으로, 육방 밀집 구조의 결정 구조를 가지고 있다. 전성과 연성이 낮고 부서지기 쉬우나, 영률이 287 GPa로 매우 크고 탄성 계수가 강철의 1.33배 정도로 뛰어나며 비중은 1.85로 비교적 낮은 밀도를 가진다. 이러한 특성들이 복합적으로 작용하여 실온에서의 음속이 12890 m/s 정도로 매우 빠르다. 또, 베릴륨의 열 전도율은 216 W·m−1·K−1로 단위 질량 당 열 소산 능력이 가장 뛰어난 금속이다. 반면 열팽창률은 11.3 µm·m−1·K−1로 낮아 열 부하가 큰 곳에서도 안정하다.
또, 알파 입자를 충돌시켰을 때 아래 반응식과 같이 중성자를 방출하는 성질이 있다.
9Be + 4He → 12C + n
이러한 성질을 이용하여 알파 붕괴하는 원소들과의 혼합물이 중성자원으로 많이 사용된다. 그리고 다른 금속 원소들에 비해 X선과 감마선을 투과하는 능력이 월등히 뛰어나 X선관의 창을 만들 때도 사용된다. 열중성자에 대한 산란 단면적도 커서 원자로에서 중성자 감속재와 핵연료의 피복재로도 사용된다.

### 동위 원소
베릴륨의 동위 원소들은 모두 항성에서 생성되나, 수명이 길지는 않다. 현재 우주에 존재하는 대부분의 안정한 베릴륨은 성간물질에 있는 중원소들이 우주선과 상호작용하여 생성된 것으로 추정된다. 생성된 베릴륨은 현재까지도 9Be의 한 가지 안정 동위 원소로만 이루어져 있으며, 7Be(반감기 약 53일), 10Be(반감기 약 140만 년)을 제외한 나머지 방사성 동위 원소들은 모두 반감기가 15초 미만이다.
미량 방사성 동위 원소인 10Be은 대기 중의 산소와 질소가 우주선 파쇄를 거침으로써 생성된다. 10Be은 토양에 축적되며, 약 140만 년의 반감기를 거쳐 10B로 붕괴한다. 반응식은 아래와 같다.
10Be → 10B + e- + {\displaystyle {\overline {\nu }}_{e}}
10Be와 그 붕괴 생성물의 비율은 토양의 형성 및 침식, 라테라이트 연구, 태양 활동의 변화와 빙핵의 연대를 측정하는 데 사용된다. 특히 태양 활동의 활동성과 10Be의 생성 비율은 반비례하는데, 이는 태양 활동이 활발한 동안 태양풍이 강해져 지구에 도달하는 우주선의 양을 감소시키기 때문이다. 또, 고속의 중성자가 대기 중의 이산화 탄소에 일정 비율로 존재하는 13C과 반응할 때도 10Be이 생성되므로 과거에 행해진 핵실험의 증거가 될 수 있다.
한편, 베릴륨은 최외각 전자가 아닌 가장 안쪽 전자껍질의 전자도 화학 결합에 참여할 수 있다. 반감기가 약 53.2일인 7Be은 미량 방사성 동위 원소이며, 10Be과 같이 태양 활동에 따라 그 양이 변한다. 이 동위 원소는 전자 포획을 통해 붕괴하는데 이 때 결합에 참여하는 원자 궤도를 도는 전자를 포획할 수 있다. 이러한 점 때문에 전자 배치에 따라 붕괴 속도가 달라지는 현상이 나타나는데, 이는 방사성 붕괴에서 매우 드문 현상이다.

## 역사
베릴륨이 포함된 광물인 녹주석과 에메랄드는 이집트 프톨레마이오스 왕조 이전부터 알려져 있던 것으로 추정된다. 1798년에 르네쥐스트 아위가 녹주석과 에메랄드를 비교하여 매우 유사하다는 것을 밝혀냈으며, 같은 해 프랑스의 화학자 루이 니콜라 보클랭이 에메랄드와 녹주석에서 산화 알루미늄과 비슷한 베릴륨 염을 발견하고, 단맛이 난다는 사실을 밝혔다. 1828년에는 독일의 화학자 프리드리히 뵐러와 프랑스의 앙투안 뷔시가 각각 아래와 같은 화학 반응식처럼 염화 베릴륨(BeCl2)을 칼륨과 반응시켜 처음으로 순수한 베릴륨을 발견하였다.
BeCl2 + 2 K → Be + 2 KCl
1898년에는 프랑스의 화학자 폴 르뷰(Paul Lebeau)가 플루오린화 베릴륨과 플루오린화 나트륨의 혼합물을 용융시킨 후 전기분해하는 방식을 이용하여 처음으로 고순도(99.5 ~ 99.8%)의 베릴륨을 얻는 데 성공하였다. 한편, 최초로 베릴륨을 발견한 당시에는 단맛을 내는 베릴륨 염에서 이름을 따 달다는 뜻의 그리스어 '글루코스(그리스어: γλυκος)'에서 유래한 글루시늄(Glucinium, 원소 기호: Gl)으로 명명되었으나, 1957년 녹주석(그리스어: βήρυλλος, 라틴어: Beryllus)의 이름을 딴 베릴륨으로 공식 변경되었다.
1932년에는 제임스 채드윅이 폴로늄에서 방출되는 알파 입자를 베릴륨 판에 충돌시킨 후에 방출되는 투과력이 강한 방사선을 파라핀에 쬐는 실험을 통해 중성자를 발견하였다. 이후로는 알파 붕괴를 통해 붕괴하는 원소들과 베릴륨을 혼합하여 중성자원으로 사용하였으며, 1942년 엔리코 페르미가 최초로 제어된 핵분열 연쇄 반응을 일으킬 때도 알파 붕괴하는 라듐과 베릴륨을 섞은 중성자원이 사용되었다. 제2차 세계 대전 기간 동안에는 베릴륨 생산량이 급격하게 증가하였는데, 이는 단단한 베릴륨구리와 형광등 제조에 사용되었다. 그러나 베릴륨의 독성이 알려지면서 1949년 이후 베릴륨 화합물을 이용한 형광등 제조는 중단되었다.

## 존재
지구의 지각에는 약 2.8 ppm 정도의 베릴륨이 포함되어 있으며, 그 중 토양에서 6 ppm 정도로 가장 많이 축적되어 있다. 해수에는 0.0006 ppb 정도로 미량 포함되어 있으며, 담수에는 0.1 ppb 정도 존재한다. 대기 중에서도 극소량 발견된다.

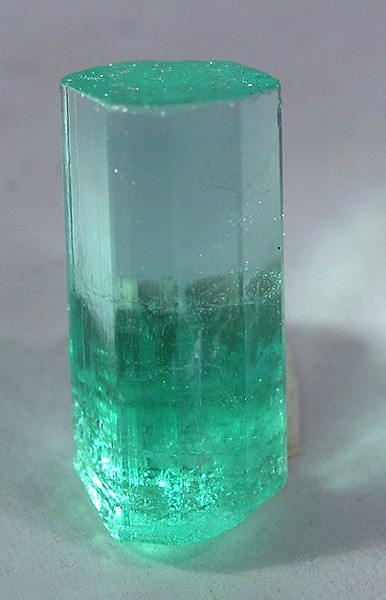
베릴륨은 주로 녹주석에서 생산된다.

베릴륨은 100종류 이상의 광물에서 발견되나, 대부분은 희귀한 광물이다. 주요 원료는 녹주석(Al2Be3(SiO3)6), 금록석(Al2BeO4), 페나카이트(Be2SiO4) 등이 있으며, 드물게 아쿠아마린이나 에메랄드 등으로 산출되는 경우도 있다. 이들 광물이 띠는 색은 그 안에 포함된 소량의 크로뮴의 농도에 따라 달라진다. 아르헨티나, 브라질, 인도, 마다가스카르, 러시아, 미국 등지에 많이 분포되어 있으며, 전 세계 베릴륨 광석의 매장량은 40만 톤 이상이다. 인체에도 미량 포함되어 있다.

## 생산
베릴륨은 고온에서 산소와의 결합력이 매우 크고 산화 피막을 제거했을 경우 물을 환원시키는 능력이 커서 순수한 형태로 분리하는 것이 상당히 어렵다. 주요 생산국은 미국과 중국이다.
베릴륨은 주로 녹주석(Be3Al2(SiO3)6)에서 추출하여 얻는다. 녹주석을 규불화 나트륨(Na2SiF6)과 함께 700 °C 이상으로 가열하면 수용성의 플루오린화 베릴륨(BeF2)을 생성된다. 플루오린화 베릴륨은 다시 1,300 °C 이상에서 마그네슘으로 환원시키거나 수용액을 pH 12로 조절하여 수산화 베릴륨(Be(OH)2)을 침전시켜 얻기도 한다. 마그네슘으로 환원시켜 얻을 경우의 반응식은 아래와 같다.
BeF2 + Mg → Be + MgF2
한편, 수산화 베릴륨은 가열하면 산화 베릴륨(BeO)이 되며, 이것을 탄소와 염소와 반응시키면 염화 베릴륨(BeCl2)이 생성된다. 이 물질을 염화 나트륨(NaCl)과 함께 용융시킨 후 전기분해하면 순수한 베릴륨을 얻을 수 있다.

## 이용
베릴륨은 항공우주, 원자력, 금속 공업, 세라믹 제조 등에 널리 사용되며, 합금의 형태로 치과용 재료, 전자 제품, 스포츠 용품, 휠체어 및 각종 도구를 제작하는 데 쓰인다. 그러나 대부분 군사적으로 사용되는 것으로 추정되므로 관련 정보가 공개되지 않은 것도 있다.

### 합금

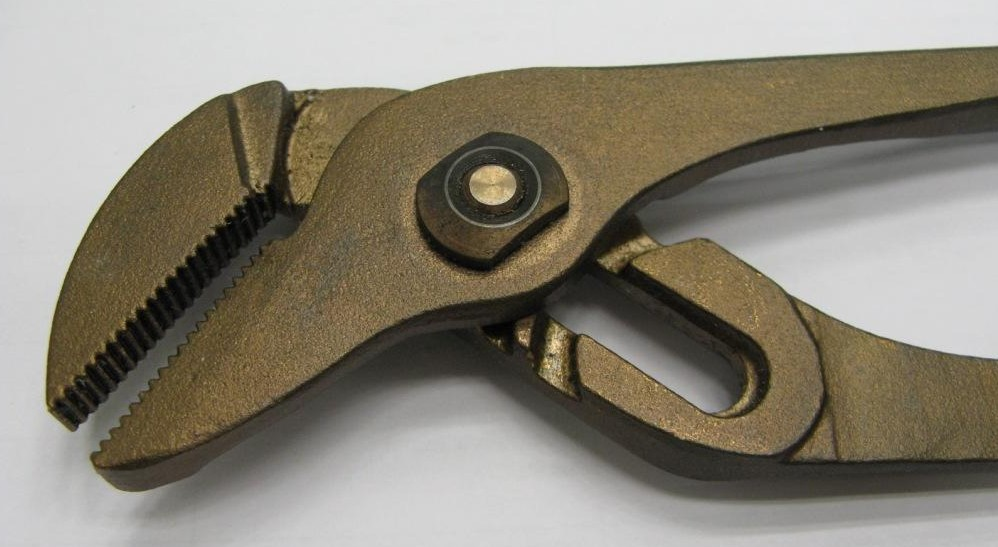
베릴륨구리로 만든 도구

베릴륨은 구리나 니켈, 철과 혼합하여 강도가 높은 합금을 만드는 데 사용된다. 구리에 베릴륨을 2%가량 첨가하여 만든 베릴륨구리는 구리보다 강도가 약 6배 정도 커지고 내마모성 합금이기 때문에 내마모성이 필요한 강력 용수철, 자이로스코프, 가속도계, 항공기 엔진, 도구 등에 사용된다. 특히 폭발의 위험이 있는 곳에서는 충격을 가해도 불꽃이 튀지 않는 도구를 사용해야 하는데, 베릴륨구리는 그 강도가 매우 커서 불꽃이 잘 튀지 않는다.
니켈에 2% 정도의 베릴륨을 첨가한 합금은 용수철, 용접 도구, 클립, 전열기의 제작에 사용되며, 치과에서는 의치로도 사용된다. 베릴륨 합금은 고속 항공기, 미사일, 인공위성, 우주선의 여러 가지 부품에 사용되며, 자전거 프레임과 골프채 등 스포츠 용품에도 사용된다. 또, 베릴륨은 마그네슘이나 은 합금 등 다른 금속의 산화 방지에도 이용되며, 한때는 군용기의 브레이크에 사용되다가 환경오염 문제로 인해 다른 금속으로 대체되었다.

### 원자력
베릴륨은 다른 중성자원에 비해 상대적으로 적은 양의 중성자를 발생시켜야 하는 실험에서 중성자원으로 쓰인다. 베릴륨의 유일한 안정 동위 원소인 베릴륨-9가 알파 입자와 충돌하면 중성자를 발생시키는 점을 이용한 것으로, 보통 알파 붕괴를 통해 붕괴하는 폴로늄, 라듐, 플루토늄, 아메리슘 등의 방사성 동위 원소를 사용한다. 베릴륨-9 원자핵과 알파 입자가 충돌하면 탄소-12 원자와 중성자가 생성되며, 그 반응식은 아래와 같다.
9Be + 4He → 12C + n
이러한 중성자원은 초기의 핵무기에 사용되기도 하였다. 또, 베릴륨은 감마선을 쬘 때도 중성자가 방출되므로 감마 붕괴하는 방사성 동위 원소들과 함께 사용하여 중성자원으로 쓰기도 한다.
베릴륨 화합물은 원자로에서 냉각재나 감속재로 사용되기도 한다. 플루오린화 베릴륨은 용융염 원자로에서 감속재, 냉각재, 용매의 성분으로 사용되며, 산화 베릴륨(BeO)은 중성자 감속재로 사용된다.

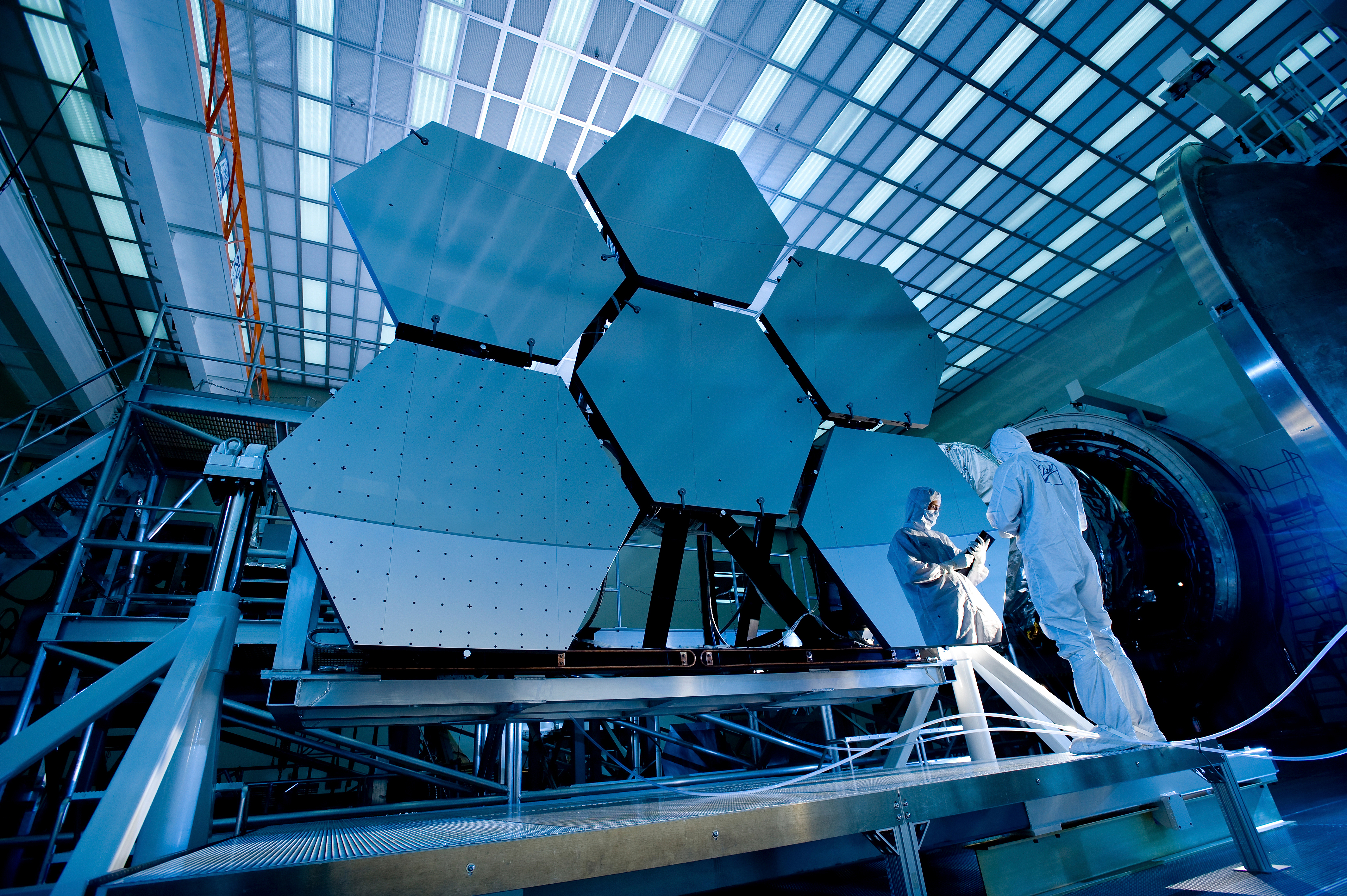
제임스 웹 우주 망원경에 사용되는 거울

### 전기·전자
베릴륨은 방열을 요하는 전자 회로에서 인쇄 회로 기판과 방열판으로 사용되며, 반도체 첨가물, 트랜지스터와 X선관의 창으로 사용되기도 한다. 특히 산화 베릴륨은 절연체이면서도 열 전도율이 뛰어나며, 매우 단단하고 녹는점도 높아 고출력 트랜지스터와 라디오 송신기에 사용된다. 그리고 베릴륨은 가볍고 단단한 성질이 있어 고성능 스피커의 떨림판으로 이용된다. 또, 베릴륨 화합물은 한때 형광등 제조에 사용되기도 했으나, 현재는 독성으로 인해 그 사용이 중단되었다.

### 그 외
- 산화 베릴륨은 세라믹 제조에 이용되기도 한다.[19][34]
- 베릴륨은 가볍고 열팽창률이 낮아 우주로 발사되는 반사 망원경의 거울에 사용된다. 대표적인 예로 제임스 웹 우주 망원경은 금이 도금된 육각형 베릴륨 거울 18개를 장착할 것이며,[43] 스피처 우주 망원경 또한 베릴륨 거울을 장착할 예정이다.[44][45]
- MRI 영상 장치에 들어가면 강한 자기장이 형성되므로 유지 및 제작에 이용된다.[46]

## 위험성
인체에는 0.4 ppb 정도로 미량의 베릴륨이 포함되어 있으나, 인체에 해가 될 정도의 양은 아니다. 그러나 베릴륨은 화학적으로 마그네슘과 비슷하여 체내의 효소에서 마그네슘을 치환하는 역할을 하는데, 이로 인해 효소가 제 기능을 수행하지 못하므로 독성을 띠게 된다. 또, 베릴륨은 금속 형태일 때는 반응성이 낮으나, 미세한 분진의 형태일 때는 폭발의 위험성도 있다. 국제 암 연구 기관(IARC)은 베릴륨과 그 화합물을 1급 발암물질로 규정했다. 따라서 베릴륨을 포함하는 물질을 취급할 때는 주의가 필요하다.
1분류 베릴륨증은 1933년 유럽에서 최초로 보고되었으며, 주로 고농도의 베릴륨에 노출되었을 경우에 발생한다. 반면 2분류 베릴륨증은 비교적 저농도의 베릴륨에 노출되었을 때도 일어나며, 폐와 순환계에 악영향을 미친다. 특히 폐에 들어가면 폐부종, 폐암 등의 심각한 폐 질환을 일으킨다. 유육종증과 여러 면에서 유사하여 감별 진단이 어렵다. 2분류에 속하는 베릴륨증은 베릴륨에 노출되더라도 여러 달 정도의 기간을 두고 일어나지만 아예 증상이 나타나지 않는 경우도 있다. 주로 베릴륨을 포함하는 먼지나 매연 등을 호흡기를 통해 직접 흡입하는 것이 원인이며, 피부나 눈에 노출되어도 염증이 생길 수 있다.
한편, 베릴륨이 발견된 이후 그 특성을 연구하던 초기 화학자들은 베릴륨 화합물에서 단맛이 난다는 점을 이용하여 직접 맛을 보아 베릴륨 화합물을 확인하였으나, 이는 매우 위험한 방법이다. 최초로 핵분열 연쇄 반응을 일으키는 데 성공한 엔리코 페르미도 실험에 베릴륨 분말을 취급하다가 거기에 노출되어 폐렴에 걸렸다. 한때는 베릴륨 화합물이 형광등 제조에 사용되었으나, 이후 베릴륨의 독성이 알려지면서 생산이 중단되었다. 현대에는 원자력, 항공우주, 전자 제품 제조업, 베릴륨 합금과 같이 베릴륨이 포함된 물질을 다루는 곳에서 베릴륨 노출 위험이 남아 있다. 대한민국에서는 치과용 합금으로 사용되는 베릴륨의 독성으로 인해 논란이 된 적이 있다.

## 같이 보기
- 베릴륨 동위 원소
- 알칼리 토금속